# ドミニク・コタルスキ
ドミニク・コタルスキ（Dominik Kotarski、2000年2月10日 - ）は、クロアチア・ザボク出身のサッカー選手。FCコペンハーゲン所属。ポジションはゴールキーパー。

## クラブ経歴
NKディナモ・ザグレブの下部組織出身。
2017年7月7日、ヨング・アヤックスと6年のプロ契約を結び、2018年3月30日、ヨングPSVとの試合でプロデビューを果たした。
2022年6月27日、ギリシャのPAOKテッサロニキへ移籍し、4年契約を交わした。
2025年7月9日、5年契約でデンマークのFCコペンハーゲンに移籍した。デンマークのメディアbold.dkによれば移籍金は500万ユーロと推定されている。

## 代表経歴
2014年から2023年までクロアチアの世代別代表に招集されていた。
2024年3月26日、エジプト代表との親善試合にて、後半開始から途中出場してクロアチア代表デビューを果たした。

## タイトル

### クラブ
ヨング・アヤックス
- エールステ・ディヴィジ : 1回 (2017-18)

アヤックス
- エールディヴィジ：2回 (2018-19, 2020-21)
- KNVBカップ : 2回 (2018-19, 2020-21)